# Шведска круна
Круна (шведски: krona) је званична валута у Шведској од 1873. године. Међународни ISO 4217 код валуте је SEK а локална скраћеница kr. Дели се на 100 ереа (öre).
Круне издаје Шведска Народна Банка. Инфлација у 2011. је износила 2,9%.
Уведена је 1873, у оквиру Скандинавског монетарног савеза са Норвешком и Данском.
Традиционално кованица од једне круне има утиснут лик тренутног владара са једне стране а шведски грб са друге. Краљевски мото је такође урезан. Заменила је претходну валуту шведски риксдалер.
Папирне новчанице се издају у апоенима од 20, 50, 100, 500 и 1.000 круна а ковани новац у апоенима од 50 ереа и 1, 2, 5 и 10 круна.
Шведска је обавезана споразумом о придруживању са ЕУ из 1995. да прихвати заједничку валуту евро. Међутим већина Швеђана се, на референдуму 2003, изјаснила против евра.